# Firmaets mand
Firmaets mand (originaltitel: The Firm) er en amerikansk film fra 1993 instrueret af Sydney Pollack.

## Medvirkende
- Tom Cruise – Mitch McDeere
- Gene Hackman – Avery Tolar
- Ed Harris – Wayne Tarrance